# William Byron (5e baron Byron)
Pour les articles homonymes, voir William Byron (homonymie) et Byron.
William Byron, 5e baron Byron (5 novembre 1722 - 19 mai 1798), est un noble britannique, pair, homme politique et grand-oncle du poète George Gordon Byron, 6e baron Byron qui lui succède. À la suite d'un certain nombre d'histoires survenues après un duel, puis à cause de ses difficultés financières, il est connu après sa mort sous le nom de « le méchant seigneur » et « le diable Byron ».

## Jeunesse
Byron est le fils de William Byron (4e baron Byron) et de son épouse, Frances Berkeley, une descendante de John Berkeley (1er baron Berkeley de Stratton). Il hérite de son titre à la mort de son père le 18 août 1736.
Il a clairement des aspirations militaires, s'enrôlant dans la Royal Navy en tant qu'aspirant à l'âge de 14 ans et servant à bord du HMS Victory en tant que lieutenant à 18 ans. À 17 ans, il figure également sur la liste des gouverneurs fondateurs du Foundling Hospital, un projet caritatif populaire pour s'occuper des enfants abandonnés qui a été précédemment défendu par sa mère. Après un passage avorté en tant que capitaine dans le Duke of Kingston's Regiment pendant la rébellion jacobite, il épouse Elizabeth Shaw, fille et héritière de Charles Shaw de Besthorpe à Norfolk, le 28 mars 1747 - ils ont quatre enfants, dont deux atteignent l'âge adulte, dont :
- William Byron (né le 7 juin 1748 - mars/mai 1749)[3]
- William Byron, député (27 octobre 1749 - 22 juin 1776)[4]
- Henrietta Diana Byron (juin/août 1751 - mai/juin 1760)[5]
- Caroline Byron (née le 17 janvier 1755)[6]

Le mois après son mariage, il est élu Grand Maître de la Première Grande Loge d'Angleterre, poste qu'il occupe jusqu'au 20 mars 1752. Il est également maître des Staghounds de 1763 à 1765, bien qu'il n'ait rien accompli de notable dans l'un ou l'autre poste.
Byron est initié en franc-maçonnerie et devient Grand Maître de la Grande Loge d'Angleterre (Moderns) de 1747 à 1751,,,.

## Duel avec William Chaworth
Le 26 janvier 1765, Byron tue son cousin éloigné et voisin, William Chaworth, lors d'une dispute à la taverne Star and Garter (sur le site du Carlton Club), Pall Mall, à Londres. Le combat venait d'une dispute dans laquelle les deux s'étaient engagés à propos de tasses de vin, les deux insistant sur le fait qu'ils avaient plus de gibier sur leurs domaines. Lord Byron et son cousin se sont retirés dans une pièce sombre pour résoudre leur désaccord et c'est là que Lord Byron a enfoncé son épée dans l'estomac de Chaworth. Chaworth survit jusqu'au lendemain, exprimant son dégoût de ne pas avoir été assez sain d'esprit pour insister pour qu'ils se battent dans un endroit équipé d'un meilleur éclairage avant de finalement succomber à sa blessure. Lord Byron est jugé pour la mort de Chaworth, mais n'est reconnu coupable que d'homicide involontaire. Il réclamait le bénéfice du statut d'Édouard VI et donc au lieu d'être "brûlé à la main", est contraint de payer une petite amende,.

## Potins et mythes
Lord Byron a déjà une mauvaise réputation au moment de la mort de Chaworth - mais alors qu'il attend son procès à la Tour de Londres, Horace Walpole décrit comment d'innombrables histoires malveillantes à son sujet sont «ravivées ou inventées». Certains contiennent un grain de vérité, mais d'autres sont entièrement fabriqués. Ils comprennent les accusations selon lesquelles il a assassiné un cocher et payé sa famille, et qu'il a assassiné sa propre femme.
De nombreux autres mythes à son sujet sont imprimés pour la première fois au XIXe siècle, des décennies après sa mort. Ceux-ci apparaissent pour la première fois dans les années 1820 et 1830, dont certains semblent avoir été inventés par l'écrivain américain Washington Irving.

## Après le duel
Loin de devenir un reclus, immédiatement après le duel, Byron planifie des vacances dans la ville belge de Spa avec sa femme et sa sœur, Isabella, Lady Carlisle. Cette dernière note que le couple n'est pas en mesure de contrôler ses dépenses, les qualifiant de « pires managers que j'aie jamais vus ».
À un certain moment à la fin des années 1760, Byron cherche à résoudre ses graves difficultés financières en mariant son fils et héritier William dans une famille riche. Mais juste avant le mariage, William s'enfuit avec sa cousine Juliana Byron, la fille du frère cadet de Byron, le capitaine de la marine et plus tard le vice-amiral John Byron.
Malgré le mythe selon lequel Lord Byron est devenu enragé par la fuite de son fils et a ensuite tenté de se venger en ruinant son héritage - abattant des arbres, vendant des œuvres d'art et tuant plus de 2000 cerfs - la chute du domaine s'est en fait produite parce que Lord Byron ne pouvait tout simplement pas payer ses dettes sans l'injection d'argent par une belle-fille aisée.
La véritable négligence de Newstead ne s'est produite qu'après la mort du fils de Byron en 1776 - cela laisse Byron légalement incapable de vendre des parties de ses terres et de son domaine sans la permission d'un héritier adulte (son petit-fils n'aurait pas eu 21 ans avant 1793).
Vers 1778, il est contraint de vendre la majorité de ses effets à l'abbaye de Newstead, dans ce qui est connu comme la « Grande Vente » - cela comprend des chefs-d'œuvre artistiques, des équipements de chasse, des meubles et même des cure-dents. Sa femme Elizabeth le quitte peu de temps après, emmenant avec elle leur unique enfant survivante, Caroline. Caroline meurt en 1784, laissant le couple sans enfant.
Des récits ultérieurs attestent qu'il a par la suite pris l'une des servantes, Elizabeth Hardstaff, comme maîtresse et qu'elle est alors connue sous le nom de « Lady Betty ». Bien qu'il n'y ait aucune preuve solide d'une relation, elle est l'une des rares personnes mentionnées dans son testament.

## Décès et héritage
Byron survit à son petit-fils, un jeune homme qui, à l'âge de vingt-deux ans, est tué par un coup de canon en 1794 alors qu'il combat en Corse. Son petit-neveu, George Gordon Byron, 6e baron Byron, devient baron Byron à la mort de Lord Byron le 21 mai 1798, à l'âge de soixante-quinze ans. Le 5e baron Byron est enterré dans le caveau de Byron à l'église St Mary Magdalene, Hucknall, Hucknall Torkard dans le Nottinghamshire.